# Nadala Batiste
Nadala Batiste Llorens (Barcelona, 25 de diciembre de 1925 - ibídem, 5 de marzo de 2015) fue una actriz española.

## Biografía
Ingresó a la Agrupación Dramática de Barcelona y trabajó en cine y en populares series de televisión. Se destaca su actuación como «Conchita» en la serie de televisión Ventdelplà en TV3 del 2005 al 2008. Fue galardonada con el Premio Cruz de San Jorge en 2003.
Falleció el 5 de marzo de 2015, a los 89 años.

## Filmografía
- 1970, El certificado
- 1987, El bigote de Babel
- 1993, La búsqueda de la felicidad
- 1993, La fiebre del oro
- 1995, Secretos de familia ... como Trini, televisión.
- 1998, El pianista
- 2002, Una casa de locos
- 2002, Platos sucios ... como Remei, televisión.
- 2005-2007, Ventdelplà  ... televisión.
- 2006, Esos cielos